# Лапський Остап Васильович
Оста́п Ла́пський  (справжнє ім'я Євстахій Васильович; 7 липня 1926, Гуцьки — 20 жовтня 2012, Варшава) — український поет, літературознавець, перекладач, публіцист у Польщі; учасник руху «Солідарність». Лауреат Шевченківської премії за 2007 рік.

## Біографія
Народився 7 липня 1926 року в селі Гуцьках (нині Кобринський район Берестейської області, Білорусь). 1952 року закінчив Вроцлавський, у 1957 році — Варшавський університети, в яких вивчав українську філологію.
Жив у Варшаві. Упродовж 1955–1957 років працював лексикографом у Польсько-радянському інституті та одночасно у 1956–1957 роках — літературним редактором українського тижневика «Наше слово». Протягом 1957–1980 років викладав українску філологію на кафедрі україністики Варшавського університету, одночасно у 1966–1982 роках та з 1992 року працював у лінгвістичній редакції Польського радіо. Помер у Варшаві 20 жовтня 2012 року.

## Творчість
Автор збірок:
- «Деякі елегії та дещо інше» (1982);
- «Мій почитачу» (2000);
- «Себе: розшукую?!» (Варшава, 2003);
- «Обабіч: істини?!» (Варшава, 2003);
- «Собі: назустріч?!» (Варшава, 2006).

Поезії та есеї друкував у польських часописах «Наше слово», «Наша культура», «Гомін», в Україні в журналах «Дніпро», «Прапор» (з 1991 року — «Березіль»).
Написав статті «Шевченко в польській літературній критиці» і «Тарас Шевченко — великий син України».
Переклав польською мовою ряд творів Тараса Шевченка, Павла Тичини, Віталія Коротича і українською — Юліуша Словацького, Ципріана Норвіда, Владислава Броневського, Юліана Тувіма, Єжи Герасимовича та інших.
Написав низку шкільних підручників з української мови.

## Виноски
1. ↑  за книги поезій «Себе: розшукую?!», «Обабіч: істини?!».